# Calcutta
Calcutta (scris și Calcuta sau Kolkata, în bengali কলকাতা AFI ['kolkat̪a]) este un oraș în India cu o populație de peste 4.600.000 de locuitori. Până în 1911 a fost capitala coloniei India Britanică și reședința guvernatorului general al East India Company. În prezent este capitala provinciei federale Bengalul de Vest din India.

## Economie
Calcutta este centrul principal de comerț, afaceri și finanțe al Indiei de est și al statelor nordestice. Este sediul Bursei din Calcutta, a doua bursă ca mărime din India. De asemenea orașul este un port major comercial și militar, și conține singurul aeroport internațional din regiune. Deși Calcutta era la un timp capitala Indiei și cel mai dezvoltat oraș, a trecut printr-un declin economic după independența statului din cauza situației politice instabile și creșterii mișcărilor sindicale și laburiste. Între anii 1960 și anii 1990, foarte mult capital a ieșit din oraș din cauza închiderii fabricilor și mutarea afacerilor spre alte centre precum Bombay. Totuși, din anii 1990 încoace, economia orașului a redevenit dinamică din cauza liberalizării economice din India și alegerea unui Ministrul Șef reformist, Buddhadeb Bhattacharya.

## Personalități născute aici
- William Makepeace Thackeray (1811 - 1863), scriitor englez;
- Rabindranath Tagore (1861 - 1941), scriitor, filozof, Premiul Nobel pentru Literatură;
- Swami Vivekananda (1863 - 1902), călugăr hindus, lider spiritual;
- Satyendra Nath Bose (1894 - 1974), fizician;
- Satyajit Ray (1921 - 1992), regizor;
- Amita Bhose (1933 - 1992), scriitoare, eminescolog;
- Sarvath al-Hassan (n. 1947), prințesă iordaniană;
- Vikram Seth (n. 1952), scriitor;
- Leander Paes (n. 1973), tenismen.